# De Twee Pinten
De Twee Pinten was een Nederlands carnavalsduo uit 's-Hertogenbosch, opgericht door Wim Kersten.

## Historie
Wim Kersten vormde samen met Joep Peeters van 1969 tot 1974 het duo. De opvolger van Kersten was Rein Matrona. Hij bleef tot 1980 bij het duo. Vanaf 1984 begon Peeters opnieuw, maar dan met Theo van Veghel. Op maandag 28 januari 2008 was hun laatste optreden tijdens het TROS Muziekfeest in 's-Hertogenbosch.
Kersten, Matrona en Peeters overleden in respectievelijk 2001, 2010 en 2015.
Omroep Brabant houdt al vele jaren de verkiezing Kies je kraker. Elk jaar wordt de beste carnavalskraker van jaar gekozen. In 2021 kon men stemmen op de populairste kraker aller tijden. Bij ons staat op de keukendeur is verkozen door het publiek tot populairste carnavalskraker aller tijden. Zoon van Wim Kersten Willem-Jan had de eer de prijs in ontvangst te nemen uitgereikt door Niek en Danny, die in 2020 een medley met liedjes van De Twee Pinten uitbrachten.

## Discografie

### Albums
| Album met eventuele hitnotering(en) in de Nederlandse Album Top 100 | Datum van verschijnen | Datum van binnenkomst | Hoogste positie | Aantal weken | Opmerkingen |
| ------------------------------------------------------------------- | --------------------- | --------------------- | --------------- | ------------ | ----------- |
| Geef mij de liefde en de gein                                       | 1971                  | 13 februari 1971      | 7               | 7            |             |
| Een dozijn vol gein                                                 | 1972                  | -                     |                 |              |             |
| Jodelodelodelodelohitie                                             | 1979                  | -                     |                 |              |             |
| 2 X 11 Jaar feest                                                   | 1991                  | -                     |                 |              |             |
| De Twee Pinten                                                      | 1994                  | -                     |                 |              |             |
| De beste van De Twee Pinten                                         | 1999                  | -                     |                 |              |             |

### Singles
| Single met eventuele hitnotering(en) in de Nederlandse Top 40 | Datum van verschijnen | Datum van binnenkomst | Hoogste positie | Aantal weken | Opmerkingen                                                                 |
| ------------------------------------------------------------- | --------------------- | --------------------- | --------------- | ------------ | --------------------------------------------------------------------------- |
| Bij ons staat op de keukendeur                                | 1970                  | 3 januari 1970        | tip26           | -            |                                                                             |
| Bij ons staat op de keukendeur                                | 1970                  | 7 februari 1970       | 25              | 3            | Nr. 13 in de Single Top 100                                                 |
| Geef mij de liefde en de gein                                 | 1970                  | 12 december 1970      | 9               | 13           | Nr. 14 in de Single Top 100                                                 |
| Jij bent mijn boterbloem                                      | 1971                  | 30 januari 1971       | 18              | 5            | Nr. 19 in de Single Top 100                                                 |
| Als ik jou kus                                                | 1971                  | 4 december 1971       | 23              | 4            | Nr. 23 in de Single Top 100                                                 |
| Zwaaien en zwieren                                            | 1972                  | 29 januari 1972       | 13              | 5            | Nr. 16 in de Single Top 100                                                 |
| Heidemarie                                                    | 1973                  | -                     |                 |              |                                                                             |
| Hoor je die dzjienngg                                         | 1973                  | 10 maart 1973         | 33              | 2            |                                                                             |
| In Afrika                                                     | 1973                  | -                     |                 |              |                                                                             |
| Als ik in zo'n zakkie blaas                                   | 1974                  | 9 november 1974       | tip25           | -            |                                                                             |
| Kinderhempje                                                  | 1974                  | -                     |                 |              |                                                                             |
| Ze kunnen van mij de rambam krijgen                           | 1975                  | -                     |                 |              |                                                                             |
| Ik weet van voren niet...                                     | 1977                  | 15 januari 1977       | tip4            | -            | Nr. 28 in de Single Top 100                                                 |
| Later dan zul je aan me denken                                | 1977                  | 6 augustus 1977       | tip13           | -            |                                                                             |
| Jodelodelodelodelohitie                                       | 1979                  | 20 januari 1979       | 32              | 3            | Nr. 20 in de Single Top 100; tekst en muziek: Henny Vrienten en Tom America |
| O, die gips                                                   | 1985                  | -                     |                 |              |                                                                             |
| Geef ze allemaal maar wat van mij                             | 1987                  | -                     |                 |              | Nr. 86 in de Single Top 100                                                 |
| Zolang als ik met jou al ben getrouwd                         | 1989                  | -                     |                 |              | Nr. 63 in de Single Top 100                                                 |
| Als ik m'n handjes op jou...                                  | 1991                  | -                     |                 |              |                                                                             |
| Wa'n lekker ding bende gij                                    | 1993                  | -                     |                 |              |                                                                             |
| Ik zou wel willen maar ik kan niet                            | 1995                  | -                     |                 |              |                                                                             |
| Drink niet te veel, drink niet te weinig                      | 1996                  | -                     |                 |              |                                                                             |